# باول فولر
باول فولر (12 يونيو 1954 في المملكة المتحدة - ) (بالإنجليزية: Paul Fowler)‏ هو لاعب كريكت بريطاني. لعب مع Oxfordshire County Cricket Club ‏.

## وصلات خارجية
- باول فولر على موقع إي آس بي آن كريك إنفو (الإنجليزية)